# إدريسا تراوري (حكم)
إدريسا تراوري هو حكم كرة قدم مالي سابق. كان حكم منافسة المجموعة C بين كندا والاتحاد السوفيتي في كأس العالم 1986. حكم أيضا بطولات أخرى مثل كأس الأمم الأفريقية 1980 و1982 و1986 و1988 و 1990. في كأس العالم عام 1986، كان يبلغ من العمر 38 عامًا.